# Cryptophis nigrostriatus
Cryptophis nigrostriatus är en ormart som beskrevs av Krefft 1864. Cryptophis nigrostriatus ingår i släktet Cryptophis och familjen giftsnokar och underfamiljen havsormar. Inga underarter finns listade i Catalogue of Life.
Denna orm förekommer på Kap Yorkhalvön och i andra delar av nordöstra Queensland samt på södra Nya Guinea. Den lever i låglandet i skogar med hårdbladsväxter och den besöker samhällen. Individerna gömmer sig ofta under föremål eller i lövskiktet. Födan utgörs främst av skinkar. Honor lägger inga ägg utan föder ungefär 6 levande ungar per tillfälle.
För beståndet är inga hot kända. Populationen i Australien anses vara stabil. IUCN listar arten som livskraftig (LC).